# Cañada Grande, Ahualulco
Cañada Grande är en ort i Mexiko.   Den ligger i kommunen Ahualulco och delstaten San Luis Potosí, i den centrala delen av landet, 400 km nordväst om huvudstaden Mexico City. Cañada Grande ligger 1 771 meter över havet och antalet invånare är 395.
Terrängen runt Cañada Grande är kuperad åt nordväst, men åt sydost är den platt. Runt Cañada Grande är det ganska tätbefolkat, med 134 invånare per kvadratkilometer. Närmaste större samhälle är Ahualulco, 10,8 km sydväst om Cañada Grande. Omgivningarna runt Cañada Grande är i huvudsak ett öppet busklandskap.